# Hajji Bayram-i Walí
Hajji Bayram-i Walí (turc: Hacı Bayram-ı Veli) (1352-1430) fou un poeta sufí turc, fundador de la tariqa (confraria) anomenada dels bayramiyya. Se li atribueix la redacció de nombrosos himnes. És considerat el sant patró d'Ankara. Va néixer a 7 km al nord d'aquesta ciutat, a Solfasol.